# Мухаммад аль-Ка'їм
Абу'л-Касім Мухаммад ібн аль-Махді (араб. أبو القاسم محمد بن المهدي القائم بأمر الله; нар. квітень 893 — 17 травня 946) — ісмаїлітський халіф у 934—946 роках. Більш відомий під тронним ім'ям аль-Ка'їм (або аль-Ка'їм бі-Амр-Аллах).

## Життєпис
Походив з династії Фатімідів. Син Абдаллаха аль-Махді. Народився в містечку Самарія у Сирії. Разом з батьком у 903 році перебрався до Іфрикії (сучасний Туніс). Згодом почав брати участь у державних та військових справах халіфату.
У 913—914 та 919—921 роках брав участь у поході війська та флоту проти аббасидського Єгипту, проте не досяг значного успіху — фатімідські війська зазнали важких поразок. У 927—928 роках діяв проти повсталих племен на території сучасного Алжиру, але не досяг значного успіху.
Після смерті батька у 934 році успадкував трон і титул халіфа. Тоді ж здійснив чергову спробу оволодіти Єгиптом. Спочатку скористався розгардіяшем в управлінні та зрадою деяких аббасидських військовиків, завдяки чому захопив гирло Нілу та місто Олександрію. Втім протягом 935—936 років військо аль-Ка'їма зазнало поразки від Мухаммад ібн Тугджа, що призвело до залишення Єгипту та Киренаїки.
Водночас у 935 році флот Фатімідів завдав поразки невідомому юдики Сардинії, що загинув у битві. Фатімідський очільник розділив Сардинію на 4 частини, кожна з яких стала платити данину халіфу. За цим було зміцнено владу на півдні Корсики та сплюндровано його північну частину.
У 939 році розпочалося повстання мусульман на Сицилії. З ним аль-Ка'їм боровся до 941 року. Незабаром йому вдалося придушити повстання берберських племен у горах Аураса і Заба, що тривало ще з часів володарювання його батька.
Халіф намагався продовжити політику батька щодо підкорення Південної Італії, а також відправив флот, який сплюндрував узбережжя Лігурії та Франкського королівства. В цей час у 944 році розпочалося повстання берберів на чолі з Абу Язідом, який захопив східну частину сучасного Алжиру. В розпал боротьби з повсталими аль-Ка'їм помер у 946 році. Владу успадкував його син аль-Мансур Біллах.